# Troféu Mundial por Equipes de Patinação Artística no Gelo de 2013
O Troféu Mundial por Equipes de Patinação Artística no Gelo de 2013 foi a terceira edição do Troféu Mundial por Equipes de Patinação Artística no Gelo, um evento de patinação artística no gelo organizado pela União Internacional de Patinação (em inglês:  International Skating Union) onde os patinadores artísticos, competem pelo troféu de campeão mundial por equipes. A competição foi disputada entre os dias 11 de abril e 14 de abril, na cidade de Tóquio, Japão.

## Eventos
- Equipes (Individual masculino + Individual feminino + Duplas + Dança no gelo)

## Medalhistas
| Evento           | Ouro | Prata | Bronze                                                                                         |
| Equipes detalhes | Max Aaron · Jeremy Abbott · Gracie Gold · Ashley Wagner · Marissa Castelli · Simon Shnapir · Madison Chock · Evan Bates · Estados Unidos | Patrick Chan · Kevin Reynolds · Gabrielle Daleman · Kaetlyn Osmond · Meagan Duhamel · Eric Radford · Kaitlyn Weaver · Andrew Poje · Canadá | Takahito Mura · Daisuke Takahashi · Mao Asada · Akiko Suzuki · Cathy Reed · Chris Reed · Japão |

## Competidores
| País           | Masculino                       | Feminino                                   | Duplas                             | Dança no gelo                   |
| -------------- | ------------------------------- | ------------------------------------------ | ---------------------------------- | ------------------------------- |
| Canadá         | Patrick Chan Kevin Reynolds     | Gabrielle Daleman Kaetlyn Osmond           | Meagan Duhamel / Eric Radford      | Kaitlyn Weaver / Andrew Poje    |
| China          | Wang Yi Yan Han                 | Li Zijun Zhang Kexin                       | Peng Cheng / Zhang Hao             | Yu Xiaoyang / Wang Chen         |
| Estados Unidos | Max Aaron Jeremy Abbott         | Gracie Gold Ashley Wagner                  | Marissa Castelli / Simon Shnapir   | Madison Chock / Evan Bates      |
| França         | Brian Joubert Romain Ponsart    | Lénaëlle Gilleron-Gorry Maé-Bérénice Méité | Vanessa James / Morgan Ciprès      | Pernelle Carron / Lloyd Jones   |
| Japão          | Takahito Mura Daisuke Takahashi | Mao Asada Akiko Suzuki                     | —                                  | Cathy Reed / Chris Reed         |
| Rússia         | Maxim Kovtun Konstantin Menshov | Adelina Sotnikova Elizaveta Tuktamysheva   | Tatiana Volosozhar / Maxim Trankov | Ksenia Monko / Kirill Khaliavin |

## Resultados

### Pontuação por equipes
| Pos.              | País           | Pontos |
| ----------------- | -------------- | ------ |
| Medalha de ouro   | Estados Unidos | 57     |
| Medalha de prata  | Canadá         | 51     |
| Medalha de bronze | Japão          | 49     |
| 4                 | Rússia         | 39     |
| 5                 | China          | 35     |
| 6                 | França         | 31     |

### Individual masculino
| Pos. | Nome               | Nacionalidade  | Pontos | PC         | PL          | Pontos (Equipes) |
| ---- | ------------------ | -------------- | ------ | ---------- | ----------- | ---------------- |
| 1    | Daisuke Takahashi  | Japão          | 249.52 | 80.87 (2)  | 168.65 (1)  | 12               |
| 2    | Patrick Chan       | Canadá         | 240.21 | 86.67 (1)  | 153.54 (5)  | 11               |
| 3    | Kevin Reynolds     | Canadá         | 237.65 | 73.52 (9)  | 164.13 (2)  | 10               |
| 4    | Max Aaron          | Estados Unidos | 236.62 | 77.38 (6)  | 159.24 (3)  | 9                |
| 5    | Takahito Mura      | Japão          | 233.68 | 77.65 (5)  | 156.03 (4)  | 8                |
| 6    | Jeremy Abbott      | Estados Unidos | 231.84 | 80.24 (4)  | 151.60 (6)  | 7                |
| 7    | Brian Joubert      | França         | 227.95 | 76.55 (8)  | 151.40 (7)  | 6                |
| 8    | Maxim Kovtun       | Rússia         | 221.79 | 76.67 (7)  | 145.12 (8)  | 5                |
| 9    | Yan Han            | China          | 207.81 | 64.54 (10) | 143.27 (9)  | 4                |
| 10   | Wang Yi            | China          | 183.57 | 58.30 (11) | 125.27 (10) | 3                |
| 11   | Romain Ponsart     | França         | 165.59 | 57.39 (12) | 108.20 (11) | 2                |
| WD   | Konstantin Menshov | Rússia         | —      | 80.60 (3)  | — (WD)      | 0                |

### Individual feminino
| Pos. | Nome                    | Nacionalidade  | Pontos | PC         | PL          | Pontos (Equipes) |
| ---- | ----------------------- | -------------- | ------ | ---------- | ----------- | ---------------- |
| 1    | Akiko Suzuki            | Japão          | 199.58 | 66.56 (2)  | 133.02 (1)  | 12               |
| 2    | Ashley Wagner           | Estados Unidos | 188.60 | 59.77 (4)  | 128.83 (2)  | 11               |
| 3    | Gracie Gold             | Estados Unidos | 188.03 | 60.98 (3)  | 127.05 (3)  | 10               |
| 4    | Adelina Sotnikova       | Rússia         | 183.10 | 67.13 (1)  | 115.97 (6)  | 9                |
| 5    | Mao Asada               | Japão          | 177.36 | 59.39 (5)  | 117.97 (5)  | 8                |
| 6    | Li Zijun                | China          | 171.50 | 53.16 (9)  | 118.34 (4)  | 7                |
| 7    | Kaetlyn Osmond          | Canadá         | 164.85 | 55.18 (7)  | 109.67 (7)  | 6                |
| 8    | Maé-Bérénice Méité      | França         | 159.71 | 58.51 (6)  | 101.20 (9)  | 5                |
| 9    | Zhang Kexin             | China          | 155.49 | 54.97 (8)  | 100.52 (10) | 4                |
| 10   | Elizaveta Tuktamysheva  | Rússia         | 152.16 | 49.94 (10) | 102.22 (8)  | 3                |
| 11   | Gabrielle Daleman       | Canadá         | 140.82 | 48.82 (12) | 92.00 (11)  | 2                |
| 12   | Lénaëlle Gilleron-Gorry | França         | 121.80 | 49.41 (11) | 72.39 (12)  | 1                |

### Duplas
| Pos. | Nome                               | Nacionalidade  | Pontos | PC        | PL         | Pontos (Equipes) |
| ---- | ---------------------------------- | -------------- | ------ | --------- | ---------- | ---------------- |
| 1    | Tatiana Volosozhar / Maxim Trankov | Rússia         | 210.47 | 74.41 (1) | 136.06 (1) | 12               |
| 2    | Meagan Duhamel / Eric Radford      | Canadá         | 191.15 | 69.94 (2) | 121.21 (2) | 11               |
| 3    | Peng Cheng / Zhang Hao             | China          | 174.40 | 58.62 (4) | 115.78 (3) | 10               |
| 4    | Vanessa James / Morgan Ciprès      | França         | 174.31 | 58.73 (3) | 115.58 (4) | 9                |
| 5    | Marissa Castelli / Simon Shnapir   | Estados Unidos | 172.30 | 57.18 (5) | 115.12 (5) | 8                |

### Dança no gelo
| Pos. | Nome                            | Nacionalidade  | Pontos | DC        | DL        | Pontos (Equipes) |
| ---- | ------------------------------- | -------------- | ------ | --------- | --------- | ---------------- |
| 1    | Madison Chock / Evan Bates      | Estados Unidos | 164.91 | 66.54 (1) | 98.37 (1) | 12               |
| 2    | Kaitlyn Weaver / Andrew Poje    | Canadá         | 160.08 | 62.42 (2) | 97.66 (2) | 11               |
| 3    | Ksenia Monko / Kirill Khaliavin | Rússia         | 149.27 | 59.47 (3) | 89.80 (3) | 10               |
| 4    | Cathy Reed / Chris Reed         | Japão          | 141.75 | 56.35 (4) | 85.40 (4) | 9                |
| 5    | Pernelle Carron / Lloyd Jones   | França         | 138.97 | 54.73 (5) | 84.24 (5) | 8                |
| 6    | Yu Xiaoyang / Wang Chen         | China          | 113.76 | 45.15 (6) | 68.61 (6) | 7                |